# Андский высокогорный попугай
Андский высокогорный попугай (лат. Leptosittaca branickii) — птица семейства попугаевых. Единственный представитель рода Андских высокогорных лори.

## Внешний вид
Длина тела взрослой особи не более 35 сантиметров. Такой размер является средним показателем среди попугаевых. Основной цвет оперения зелёный, на груди и животе желтоватый, с оранжевым отливом. Через глаз от клюва до уха проходит продольная яркая жёлтая полоса. Оперение на хвосте зеленовато-красное, с примесью желтизны. Окологлазное кольцо средней ширины, цвет у большинства особей может быть разным, но обязательно светлым. Радужка глаз тёмно-оранжевая. Клюв серовато-чёрный, ноги того же цвета. Самцы и самки внешне не отличаются, оперение молодых птиц такое же как и у взрослых. Голос громкий и пронзительный.

## Распространение
В настоящее время Андские высокогорные попугаи в дикой природе наблюдаются в центральной и южной части Анд, причём распространены они одинаково по двум сторонам, и на западном, и на восточном склонах. Большее количество птиц этого вида сосредоточено в Эквадоре и Колумбии. Раньше эти попугаи жили и в Перу на Кордельера-де-Калан и на восточном склоне Анд, расположенных на территории этого государства. Однако, из-за того, что их места обитания были почти полностью уничтожены, там они больше не селятся. Да и в Колумбии и Эквадоре их численность значительно снизилась и продолжает неуклонно падать. Андские высокогорные попугаи считаются довольно редким и уязвимым видом.